# Måsklobb
Måsklobb är ett skär i Åland (Finland). Det ligger i Skärgårdshavet och i kommunen Hammarland i landskapet Åland, i den sydvästra delen av landet. Ön ligger omkring 32 kilometer norr om Mariehamn och omkring 290 kilometer väster om Helsingfors.
Öns area är 3,8 hektar och dess största längd är 350 meter i nord-sydlig riktning. I omgivningarna runt Måsklobb växer i huvudsak barrskog. Trakten är glest befolkad. Närmaste större samhälle är Finström, 16,0 km sydost om Måsklobb.